# 봉평동
봉평동(鳳平洞)는 대한민국 경상남도 통영시의 행정동이다. 2011년 6월 30일을 기준으로 면적은 1.69km2이고, 인구는 14,166명이다.

## 개요
현재의 봉평동에는 속칭 봉숫골, 해핑이, 서송징이 등으로 각각 일컬어지던 전래의 마을들이 있었다 한다. 용화사 동구 아래의 봉숫골은 미륵산 큰망에 설치되어 있던 봉수대에서 유래한 토박이 동리이름이다. 조선시대의 행정동리명은 봉수동이었으며, 근세 진남군때에 봉수동으로 개칭되었다. 해평열녀의 고장으로 유명한 ‘해핑이’의 원래 동리이름은 고려시대의 해빈부곡에서부터 시작되어 조선시대에는 동해평동리, 동해평동 그리고 1900년에 다시 이를 줄여서 해평동이라고 했다. ‘해빈’은 해변, ‘해평’은 ‘바닷가 넓은 들’을 일컬으니 이곳 마을의 형 세에서 연유된 지명이라 한다. 한편 지금의 도남동과 인접한 해안마을이었던 ‘서송징이’는 서송정리  서송정동 그리고 서송동으로 변천되었다. 그러다가 일제강점기 초기에 당시의 봉수동, 해평동, 서송동을 통합하면서  봉수동(鳳峀洞)과 해평동(海坪洞)에서 각각 한자씩을 따서 조합한 행정동명을 봉평리라고 한 것이 지금의 봉평동이라 한다.

## 법정동
- 봉평동
- 도남동

## 관광
- 미륵도관광특구

## 교육
- 통영고등학교
- 통영중학교
- 한려초등학교
- 남포초등학교